# 123Movies
123Movies, GoMovies, GoStream, MeMovies ou 123movieshub é uma rede de sites de arquivos de streaming que operam no Vietnã que permitem aos usuários assistir filmes de graça. O site foi referido como o "site ilegal mais popular" do mundo pela Motion Picture Association of America (MPAA) em março de 2018, antes de ser fechado algumas semanas depois com a investigação criminal em andamento pela Autoridade Vietnamita. Em abril de 2020, a rede ainda estava ativa por meio de sites clones.

## Desenvolvimento
Este site passou por várias alterações de nome após ser fechado de um domínio diferente; algumas vezes o nome aparece como "Filme 123" e outras vezes como "Filme 123". O nome real e a URL são 123movies.to, que foram alterados para outros domínios, incluindo 123movies.is, antes de serem transferidos para gomovies.to e, em seguida, gomovies.is. Foi alterado para gostream.is e, em seguida, para memovies.to, antes de mudar para 123movieshub.to/is e permaneceu lá até ser fechado, em 2008 a atualização da MPAA sobre o notório mercado on-line para o representante comercial dos Estados Unidos disse que o fechamento de 123 filmes, 123 filmes, gostreams e gomovie, com a investigação criminal em andamento no Vietnã em 2018, foi um "importante desenvolvimento" no combate aos serviços de pirataria de filmes. ilegal. No entanto, o relatório da MPAA também observa que muitos sites copiados apareceram em pelo menos oito outros países. Em novembro de 2018, o TorrentFreak relatou que sites vinculados ou similares a 123 filmes como WatchAsap também foram fechados pelo FBI, mas foram redirecionados para outros sites de compartilhamento de arquivos.

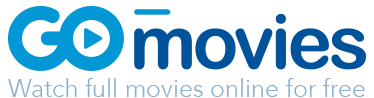
Logotipo da GoMovies